# Daniel Spoerri
Pour les articles homonymes, voir Spoerri et Feinstein.
 (mars 2024).
La mise en forme du texte ne suit pas les recommandations de Wikipédia : il faut le « wikifier ».
Les points d'amélioration suivants sont les cas les plus fréquents. Le détail des points à revoir est peut-être précisé sur la page de discussion.
- Les titres sont pré-formatés par le logiciel. Ils ne sont ni en capitales, ni en gras.
- Le texte ne doit pas être écrit en capitales (les noms de famille non plus), ni en gras, ni en italique, ni en « petit »…
- Le gras n'est utilisé que pour surligner le titre de l'article dans l'introduction, une seule fois.
- L'italique est rarement utilisé : mots en langue étrangère, titres d'œuvres, noms de bateaux, etc.
- Les citations ne sont pas en italique mais en corps de texte normal. Elles sont entourées par des guillemets français : « et ».
- Les listes à puces sont à éviter, des paragraphes rédigés étant largement préférés. Les tableaux sont à réserver à la présentation de données structurées (résultats, etc.).
- Les appels de note de bas de page (petits chiffres en exposant, introduits par l'outil «  Source ») sont à placer entre la fin de phrase et le point final[comme ça].
- Les liens internes (vers d'autres articles de Wikipédia) sont à choisir avec parcimonie. Créez des liens vers des articles approfondissant le sujet. Les termes génériques sans rapport avec le sujet sont à éviter, ainsi que les répétitions de liens vers un même terme.
- Les liens externes sont à placer uniquement dans une section « Liens externes », à la fin de l'article. Ces liens sont à choisir avec parcimonie suivant les règles définies. Si un lien sert de source à l'article, son insertion dans le texte est à faire par les notes de bas de page.
- La présentation des références doit suivre les conventions bibliographiques. Il est recommandé d'utiliser les modèles {{Ouvrage}}, {{Chapitre}}, {{Article}}, {{Lien web}} et/ou {{Bibliographie}}. Le mode d'édition visuel peut mettre en forme automatiquement les références.
- Insérer une infobox (cadre d'informations à droite) n'est pas obligatoire pour parachever la mise en page.

Pour une aide détaillée, merci de consulter Aide:Wikification.
Si vous pensez que ces points ont été résolus, vous pouvez retirer ce bandeau et améliorer la mise en forme d'un autre article.
Daniel Spoerri, pseudonyme de Daniel Isaak Feinstein, né le 27 mars 1930 à Galați (Roumanie) et mort le 6 novembre 2024 à Vienne (Autriche), est un artiste plasticien suisse d'origine roumaine. Il est l'un des représentants les plus importants de l'art d'objets, cofondateur du collectif d'artistes nouveau réalisme et il est considéré comme l'inventeur de l'Eat Art.
Il est surtout connu pour ses « tableaux-pièges », un type d'assemblage dans lequel il capture un groupe d'objets, tels que les restes de repas consommés par des individus, y compris les assiettes, l'argenterie et les verres, qui sont fixés à la table ou au tableau, qui est ensuite fixé sur un mur. Il est également distingué pour son livre, Topographie anecdotée du hasard, analogue littéraire de ses images-pièges, dans lequel il a cartographié tous les objets situés sur sa table à un moment donné, décrivant chacun avec ses souvenirs personnels évoqués par l'objet.

## Biographie

### Jeunesse
Daniel Spoerri naît le 27 mars 1930, à Galați, en Roumanie. Bien que son père, Isaac Feinstein, un libraire juif, se soit converti du judaïsme au christianisme après l'entrée en guerre de la Roumanie aux côtés du Troisième Reich ; il est arrêté et assassiné lors du pogrom de Iași en 1941. Sa mère, une évangéliste baptiste, née Lydia Spoerri, est suisse et peut donc émigrer avec ses six enfants, dont l'actrice Miriam Spoerri et le théologien Theophil Spoerri, en Suisse en 1942, où tous prennent le nom de Spoerri. Les enfants sont placés auprès de différents membres de la famille en Suisse ; Daniel est adopté par son oncle maternel, le professeur Theophil Spoerri, le recteur de l'université de Zurich,,.
Après avoir terminé un apprentissage commercial, Spoerri travaille comme libraire, vendeur de fruits et photographe, entre autres. Daniel Spoerri rencontre Jean Tinguely à Bâle en 1949. À cette époque il fait la connaissance de Max Terpis, qui lui conseille d'étudier la danse qu'il apprend de 1949 à 1954, à l'école de danse de l'Opernhaus (Zurich) et lors de différents stages, notamment avec la danseuse Olga Preobrajenska et, à Paris, avec le mime Étienne Decroux. Il commence ensuite une carrière de danseur au Théâtre municipal de Berne (1954-1957), dont il devient premier danseur, avant de se consacrer au théâtre comme acteur, mime et décorateur.
Il met en scène plusieurs pièces d'avant-garde dont des pièces de Jean Tardieu, La Cantatrice chauve d'Eugène Ionesco et Le Désir attrapé par la queue, œuvre surréaliste de Picasso. À cette époque, il s'essaie à la réalisation de courts métrages. Il devient assistant metteur en scène au Landestheater de Darmstadt en 1957 où il travaille pour Gustav Rudolf Sellner. Parallèlement, il compose de la poésie concrète dans un cercle de poètes concrets auquel participe Emmett Williams et Claus Bremer. Au cours de cette période, il rencontre un certain nombre d'artistes surréalistes, dont Marcel Duchamp et Man Ray, ainsi qu'un certain nombre d'artistes associés par la suite au mouvement Fluxus, dont Robert Filliou, Dieter Roth. À la fin des années 1950, il épouse Vera Mertz.
En 1957, il fonde la revue Material, un journal de poésie concrète en collaboration avec Josef Albers, Louis Aragon, Helmut Heissenbüttel, Eugen Gomringer et Dieter Roth.

### Éditions MAT
En 1959, après sa rupture avec le Landestheater en raison de ses positions sur le théâtre classique, il s'installe à Paris où il crée les éditions MAT (Multiplication d’Art Transformable), une entreprise qui produit et vend des copies d'œuvres d'art construites en trois dimensions par des artistes tels que Marcel Duchamp, Dieter Roth, Jean Tinguely et Victor Vasarely. La première exposition a eu lieu du 27 novembre au 19 décembre 1959 à la galerie Édouard Loeb, rue de Rennes (Paris). C’est sa première tentative de multiplication d’œuvres d’art en dehors des procédés habituels (lithographie, gravure, bronze, tapisserie, etc.). L'objectif des Éditions MAT est de produire des objets d'origine dans une série aussi peu coûteuse que possible. L’édition originale d’objets multipliés est limitée a 100 exemplaires numérotés et signés par l’artiste et tous sont évalués à 20 000 francs français (environ 400 $ aujourd'hui). Chaque multiple d'un « original » introduit inévitablement quelque chose de son créateur et, en tant que tel, gagne un certain « caractère unique ». L'idée est plus importante que la signature personnelle de l’artiste. Les artistes contributeurs sont Yaacov Agam, Pol Bury, Marcel Duchamp, Bruno Munari, Dieter Roth, Jesús-Rafael Soto, Jean Tinguely, Victor Vasarely, Jean Arp, Christo, Enrico Baj… L'idée n'était pas de faire des reproductions dans le sens habituel, mais de faire de multiples originaux, principalement des objets cinétiques, encourageant souvent l'intervention du spectateur. Spoerri réalise un catalogue de la première exposition de l'édition MAT, recensant les différentes œuvres originales des artistes.
L'Objet Indestructible de Man Ray est l'une des œuvres les plus connues des Editions MAT. Spoerri est crédité d'avoir inventé le terme « multiples » pour de telles œuvres.

### «Tableaux-Pièges» et nouveau réalisme
Spoerri invente en 1960 ses premiers « tableaux-pièges » en collant sur des planches des objets quotidiens ramassés dans sa chambre d'hôtel, qui acquièrent une présence insolite en passant d'un plan horizontal à un plan vertical. Ce travail le conduit à rejoindre le groupe des nouveaux réalistes lors de sa fondation en 1960 : « Je ne mets, dit-il, qu'un peu de colle sous les objets, je ne me permets aucune créativité. » Il fixe ainsi des étalages du marché aux puces ou des rebuts entassés dans un tiroir. Il présente ses premiers tableaux-pièges au Festival d'art d'avant-garde à Paris. Spoerri fixe un moment défini, en collant les objets (par exemple, les restes d'un repas), tels qu'ils se trouvaient lorsqu'il entreprend le travail.
Spoerri a expliqué plus tard les « tableaux-pièges » comme suit : « les objets trouvés dans des positions fortuites, dans l'ordre ou le désordre (sur des tables, dans des boîtes, des tiroirs, etc.) sont fixés (« pris au piège ») tels qu'ils sont. Seul le plan est changé : puisque le résultat s'appelle une image, ce qui était horizontal devient vertical. Exemple : les restes d'un repas sont fixés à la table sur laquelle le repas a été consommé et la table est accrochée au mur. » Son premier « tableau-piège », Kichka's Breakfast est créée à partir des restes de petit-déjeuner de sa petite amie. L'œuvre fait désormais partie de la collection du Museum of Modern Art de New York,. Un « tableau-piège » réalisée en 1964, est constituée des restes d'un repas pris par Marcel Duchamp. Cette œuvre détient le record du prix d'enchères pour Spoerri, se vendant 136 312 € en janvier 2008, suivie de loin par une autre « tableau-piège » de 1972, qui s'est vendue 44 181 € en avril 2008.
Ses trompe-l'œil renouent avec la tradition antique gréco-romaine et se réfèrent à la mosaïque de l'artiste grec Sôsos de Pergame, l'asàrotos ṑikos, où sont figurés les débris de festin abandonnés aux dieux.
En 1961, Spoerri est représenté dans l'exposition The Art of Assemblage au Museum of Modern Art. En 1962, il est l'un des six participants à l'exposition Dylaby à Amsterdam.
En 1962, Spoerri rédige sa Topographie anecdotée du hasard, description minutieuse d'objets présents sur la table de sa chambre et évocation de ce qu'elles suggèrent. Il poursuit dans cette démarche de transfiguration du réel avec ses Détrompe-l'œil (1963), dans lesquels des objets du quotidien détournent et mettent en cause l'image à laquelle ils sont ajoutés : par exemple dans La Douche, il fixe une robinetterie de salle de bains sur un tableau représentant un torrent de montagne. Avec Robert Filliou, il propose en 1964 les Pièges à mots, montages visuels qui matérialisent des expressions toutes faites.
Spoerri est l'un des premiers signataires du manifeste créant le mouvement artistique du nouveau réalisme, un mouvement d'avant-garde fondé le 27 octobre 1960 sous la direction de Pierre Restany. Son utilisation de la vie quotidienne comme sujet principal de son art reflète son implication dans ce mouvement. Parmi les autres membres fondateurs figurent Jean Tinguely, Arman, François Dufrêne, Raymond Hains, Yves Klein, Jacques Villeglé et Martial Raysse.
Il est en contact avec George Maciunas et Fluxus, un mouvement formé au début des années 1960, « caractérisé par une attitude fortement dadaïste, [dont] les participants étaient un groupe divergent d'individualistes dont le thème le plus commun était leur plaisir de la spontanéité et de l'humour. » Il a été dit que sa Topographie anecdotée du hasard « semble parfaitement incarner des aspects de son esprit ». En 1963, il fonde le Dorotheanum – gemeinnütziges Institut für Selbstentleibung (Dorotheanum – un institut d'auto-privation à but non lucratif) dans la galerie Dorothea Loehr à Francfort-sur-le-Main et participe la même année au FESTUM FLUXORUM FLUXUS à l'académie des beaux-arts de Düsseldorf.
Spoerri fusionne l'art et la vie en insistant sur le mouvement permanent et la place du hasard, dont il veut être le « manœuvre ». Son œuvre s'ancre dans la société de consommation mais aussi dans la tragédie de la Seconde Guerre mondiale à laquelle il répond avec un humour noir.

### Eat art

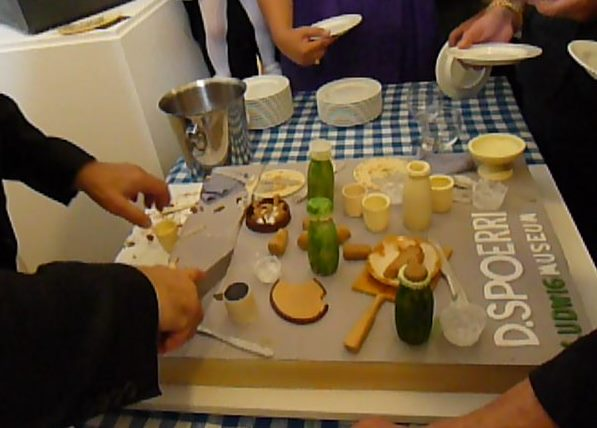
Gâteau de Daniel Spoerri, Ludwig Museum Coblence, 2009.

Un thème majeur de l'œuvre de Spoerri est la nourriture ; il appelle cet aspect de son travail Eat Art. Par exemple, en 1961, il vend dans une galerie d'art de Copenhague des conserves achetées en magasin qu'il signe et tamponne « Attention: Work of Art ». En 1963, il met en scène une sorte de performance artistique à Paris appelée Restaurant de la Galerie J, pour laquelle il cuisine plusieurs soirs. Les critiques d'art prennent le rôle de serveurs, jouant sur l'idée que le critique apporte l'art aux consommateurs et leur donne une compréhension de l'œuvre.
Le 18 juin 1968, Spoerri ouvre le Restaurant der Sieben Sinne (restaurant des sept sens) à Düsseldorf qu'il dirige jusqu'en 1972. Le bar à bières et le bar sont au rez-de-chaussée et le restaurant au premier étage. Les enseignes du palindrome d'André Thomkins sont accrochées sur la façade extérieure.
Le 18 septembre 1970, la Eat-Art-Gallery à l'étage est ouverte où il invite clients et artistes à confectionner des œuvres comestibles comme les personnages en pain d'épices de Richard Lindner ou les sucres d'orge de César. À intervalles réguliers, Spoerri initie divers happenings avec la participation d'artistes contemporains, dont les reliques sont également vendues par l'intermédiaire de la galerie. Il devient célèbre en collant les restes et les plats du repas à la table, tels que le client les avait laissés, pour réaliser des « tableaux-pièges », une forme d'art culinaire. Il collectionne également les recettes de cuisine et imagine des rites gastronomiques extravagants (J'aime les keftédès, 1970).
À partir de 1967, dans l'île grecque de Sými où il passe une année entière en 1967-1968 et crée 25 objets sous le titre Journal Gastronomique – 25 objets de magie à la noix, Spoerri joue de la charge magique des objets, qu'il prolonge au début des années 1970 avec des Natures mortes constituées de cadavres d'animaux, affirmant l'ambiguïté du piégeage par rapport à la mort et à la conservation. Au cours de la décennie suivante, il devient assembleur, transformant en idoles parodiques formes à chapeaux, hachoirs à viande ou instruments orthopédiques ; certains de ces assemblages sont ensuite fondus en bronze. Son goût pour les masques et les objets cultuels s'exprime dans des « objets ethnosyncrétiques » qui rassemblent masques primitifs, rebuts des Puces et signes religieux, pour tourner en dérision toute croyance et toute convention artistique.
Il publie également en 1970, un journal de sa vie sur l'île de Sými, dans lequel il fait figurer de nombreuses recettes des plats qu'il y mange. Intitulé à l'origine A Gastronomic Itinerary, il est ensuite été republié sous le titre Mythology & Meatballs.

### Travaux ultérieurs
Spoerri va encore plus loin dans le concept d'évacuation de toute créativité, faisant supprimer certaines de ses œuvres en brevet par des tiers (notamment par un enfant de onze ans), les tableaux portant au dos un texte de l'artiste, une signature et une date. À la question posée devant les tribunaux de savoir s'il fallait considérer ces tableaux comme d'authentiques œuvres de Spoerri, la jurisprudence a répondu négativement.

#### Fin duXXesiècle
En 1972, le Centre national d'art contemporain de Paris lui consacre une rétrospective.
En 1978, il est nommé professeur de design tridimensionnel à la Kölner Werkschulen de Cologne et y enseigne jusqu'en 1982. Entre-temps, il fonde le Musée Sentimental à Cologne. En 1983, il accepte une offre de l'académie des beaux-arts de Munich et y enseigne jusqu'en 1989. Entre-temps, il publie également plusieurs livres de cuisine, qui contiennent en fait plus d'art que de cuisine.
Le 23 avril 1983, dans le parc du Montcel à Jouy-en-Josas, Spoerri réalise une Art performance, nommée L'Enterrement du tableau-piège, également qualifiée de « déjeuner sous l'herbe » : un groupe d'une centaine d'amis (parmi lesquels des artistes et écrivains comme César, Arman, Pierre Soulages, Erró, Jean-Pierre Raynaud, Catherine Millet et Alain Robbe-Grillet) est convié à un banquet dont les tables, les couverts et les restes sont ensuite enfouis dans une tranchée de 40 mètres (rappelant à Spoerri celle où fut jeté le cadavre de son père, avec 13 000 autres membres de la communauté juive de Iași). Un archéologue, Eric Godet, a l'idée de déterrer l'œuvre dès 1987 mais, malgré l'accord de l'artiste, le projet est abandonné quand Godet décide de devenir moine. L'idée resurgit en 2010 sous l'impulsion de l'anthropologue Bernard Müller : des archéologues de l'INRAP dirigés par le professeur Jean-Paul Demoule mettent alors à jour un tronçon de 6 mètres équivalant à deux tables et utilisent cette fouille pour étudier notamment la taphonomie contemporaine mais aussi vérifier les témoignages d'époque et analyser les choix gastronomiques des artistes de l'époque. Le documentaire Le Déjeuner sous l'herbe réalisé par Laurent Védrine raconte le déroulement de ces premières fouilles archéologiques de l'art contemporain. Un site internet est consacré à la performance.
Il est élu membre de l'Académie des arts de Berlin en 1984.
À partir de 1989, il séjourne fréquemment en Italie, d'abord à Arcidosso puis à Seggiano (dans la province de Grosseto), où il commence à construire un parc-musée où il collectionne ses propres œuvres et celles de ses amis artistes. Ainsi naît Il Giardino di Daniel Spoerri, depuis 1997 sous l'égide de la Fondation « Hic terminus haeret - Il Giardino di Daniel Spoerri ». L'artiste quitte Paris pour vivre en Toscane. En 2005, il reçoit la citoyenneté d'honneur de la municipalité de Seggiano.
Spoerri continue à faire des « tableaux-pièges », y compris des pièges de repas mangés, dans les années 1990. Il crée également créé des œuvres d'assemblage, montant des objets sur des reproductions d'illustrations médicales du XIXe siècle comme arrière-plan. Il réalise également des versions sérigraphiées et en bronze de ses œuvres.
En 1990, le Centre national d'art et de culture Georges-Pompidou organise la première exposition rétrospective à Paris, après celle de 1972 au Centre national d'art contemporain de Paris, en l'honneur des 30 ans de carrière de l'artiste : Daniel Spoerri - Rétrospective. 150 œuvres sont sélectionnées pour l'exposition ; après la capitale française, l'exposition est déployée dans d'autres villes européennes importantes, notamment à Antibes, Monaco, Vienne, Genève et Soleure. L'exposition Corps en morceaux est organisée à la Raab Gallery de Berlin en 1991.
La conception du restaurant qui constitue le centre du Pavillon Suisse à l'exposition universelle de 1992 s'inscrit également dans le cadre de l'Eat Art.
En 1993, la France lui décerne le « grand prix national de la sculpture ».

#### XXIesiècle
En 2007, il commence à créer les premiers « Faux Tableaux-pièges », des tableaux spécialement étudiés dans leur composition, par opposition aux « Tableaux-pièges » dont les objets sont disposés dans un ordre purement aléatoire. Les « Faux Tableaux-piège » sont des créations ad hoc, qui s'inspirent de certaines personnes et leur sont dédiées.
L'année suivante, en 2008, il reçoit le prix Ambrogino d'oro, une décoration honorifique pour mérites culturels de la ville de Milan. La même année, il reçoit également le prix culinaire Eckhart Witzigmann Preis en Allemagne, reconnu pour ses mérites avec le Eat Art.

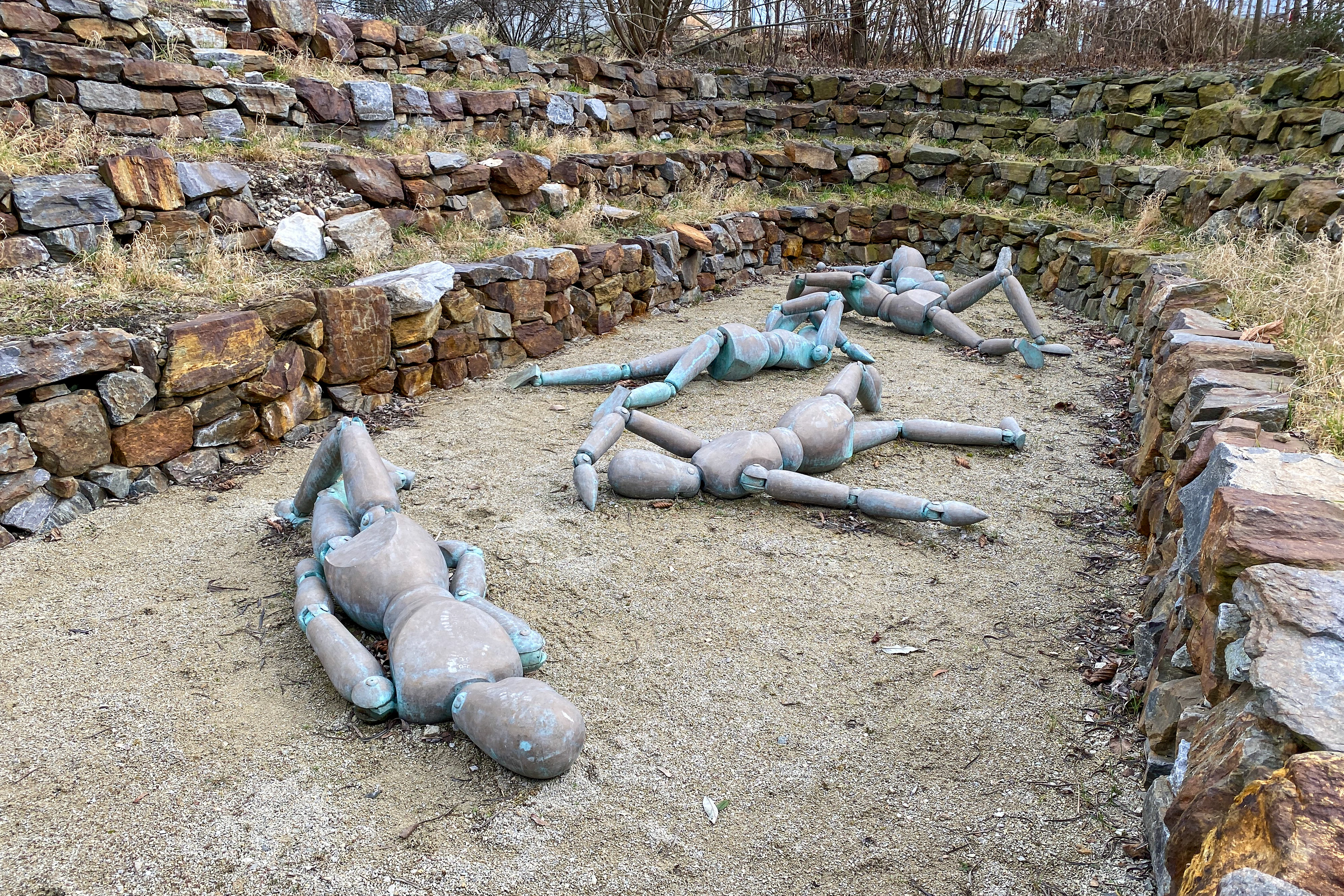
Dead End, 2015, numéro 881, jardin de sculptures du Musée d'État de Basse-Autriche.

Depuis juin 2015, le groupe sculptural Dead End est présenté dans la cour du musée de Basse-Autriche, un moulage en bronze à base de mannequins représentant des morts, victimes de crimes contre l'humanité.
L'exposition Autour du Nouveau Réalisme. Daniel Spoerri - Les dadas des deux Daniels a lieu à Toulouse en 1997. Par la suite, l'exposition Daniel Spoerri a lieu à la WeGallery à Berlin : « Nil mors est ad nos": oder der Tod betriff uns nicht ». En octobre, la galerie Boxart de Vérone inaugure une exposition personnelle de Daniel Spoerri intitulée Riordinare il mondo (Ranger le monde), dont Marco Bazzini est le commissaire. Le soir du vernissage, la galerie organise un Banchetto Palindromo (Banquet Palindrome) au Palazzo dei Mutilati de Vérone.
Spoerri a mené une vie nomade, vivant tour à tour à Berne, Paris, Sými, Düsseldorf, Bâle, Munich et Vienne.

## Topographie anecdotée du hasard
Dans le cadre d'une exposition personnelle de ses « tableaux-pièges » à la galerie Lawrence à Paris en 1962, Spoerri écrit sa Topographie Anécdotée* du Hasard. Spoerri vit alors à l'hôtel Carcassonne à Paris dans la chambre numéro 13 au cinquième étage. À droite de la porte d'entrée se trouve une table que sa femme Vera a peinte en bleu. Spoerri va alors lever sur du calque la topographie des 80 objets se trouvant dessus, le 17 octobre 1961 à exactement 15 h 47. Chaque objet se voit attribuer, de manière arbitraire, un numéro ; Spoerri écrit une brève description de chaque objet et des souvenirs ou associations qu'il évoque. La relation des références et des descriptions faites génèrent et mettent en évidence des rapports entre ces objets hétéroclites. La Topographie Anécdotée* du Hasard est imprimée sous la forme d'une petite brochure de 53 pages, avec une carte dépliante et un index, qui est distribuée comme publicité pour l'exposition lors du vernissage. La Topographie Anécdotée* du Hasard est cependant plus qu'un simple catalogue d'objets aléatoires ; lu dans son intégralité, il offre une image cohérente et convaincante des voyages et des amis de Spoerri, ainsi que de ses efforts artistiques.
La topographie anecdotique du hasard a été qualifiée de « tour de force quasi-autobiographique ». En 1966, la Something Else Press de New York publie une traduction anglaise de la Topographie Anécdotée* du Hasard d'Emmett Williams, intitulée An Anecdoted Topography of Chance (Re-Anecdoted Version) . Roland Topor a ajouté des croquis de chaque objet et des annotations supplémentaires ont été ajoutées au hasard par Williams et d'autres dont Spoerri lui-même. Un certain nombre d'annexes ont été ajoutées à l'ouvrage et un index considérablement élargi. La Topographie Anécdotée* du Hasard est devenue un classique et a été publiée en traduction allemande par Dieter Roth en 1968 sous le titre Anekdoten zu einer Topographie des Zufalls. Roth a augmenté le volume du livre de près d'un tiers en y ajoutant ses propres annotations poétiques. En 1990, la version française originale a été réimprimée par le Centre national d'art et de culture Georges-Pompidou à Paris, et en 1995, une version anglaise élargie a été publiée par Atlas Press à Londres, avec des informations et des annotations supplémentaires, et tous les textes de Dieter Roth.

## Expositions
- 2003
  - KunstHaus Vienne
  - County Hall Gallery, Londres
  - Musée sentimental du Giardino, Kunsthaus Grenchen (Suisse)
- 2004
  - Musée des Beaux Arts – Villa Steinbach, Mulhouse
  - Museo Civico Revotella, Trieste.
  - Musée des Jacobins, Morlaix
- 2005
  - Daniel Spoerri – Meister des Zufalls, Musée d’art et d’histoire, Fribourg.
  - Kleines Raritätenkabinett der Künstler des Giardino, Espace Niki de St. Phalle + J. Tinguely, Fribourg.
  - Prillwitzer Idole, Fondation Grard, Gijverinkhoven (Ostende)
  - Fondazione Mudima, Mailand
- 2022-2023
  - Le Repas hongrois de 1963 est exposé dans le cadre de l'exposition « Les choses. Une histoire de la nature morte » au musée du Louvre[36], parmi les œuvres de l'espace nommé « Ce qui reste »[15].

### Exposition collective à son initiative
- Il Giardino di Daniel Spoerri à Seggiano rassemble ses propres œuvres et celle d'autres œuvres d'artistes amis suisses et italiens, exposées sur une colline de son domaine depuis les années 1990.

### Vidéographie
- Topographie du hasard, film réalisé par Eva Pervolovici, 77 min, 2021, une production Midralgar et Strada Film International.
- Daniel Spoerri, film réalisé par Camille Guichard avec la participation d'Anne Tronche, 52 min, 1997, une production Terra Luna Films, France 5, Centre Georges Pompidou (Édition DVD RMN in coffret Le Nouveau Réalisme).
- Le Déjeuner sous l'herbe, film réalisé par Laurent Védrine, 52 min, 2011, une production Tingo Films, INRAP, Société du Déterrement du Tableau Piège.
- Beefsteak - Resurrection, film vidéo par Tony Morgan en collaboration avec Daniel Spoerri (1968) - exemple de EAT ART. Voir Aoife Rosenmeyer, "The Art of the 20th Century", dans : Frieze, 27 avril 2011 (en ligne), consulté le 21 septembre 2019.
- « Daniel Spoerri » sur l'Encyclopédie audiovisuelle de l'art contemporain